# Fallschirmjägerhelm M38

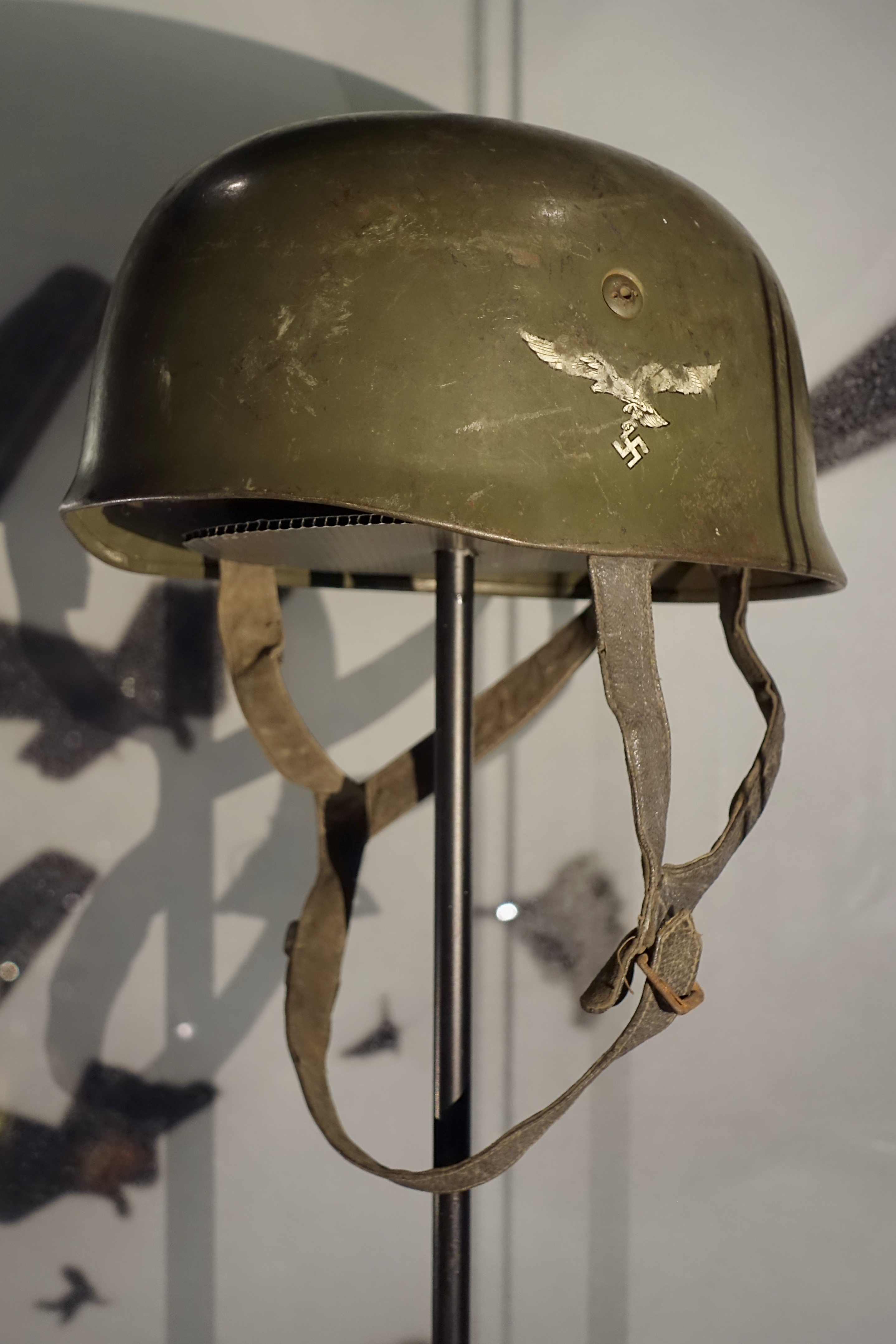
Fallschirmjägerhelm M38 w Forsvarsmuseet w Oslo

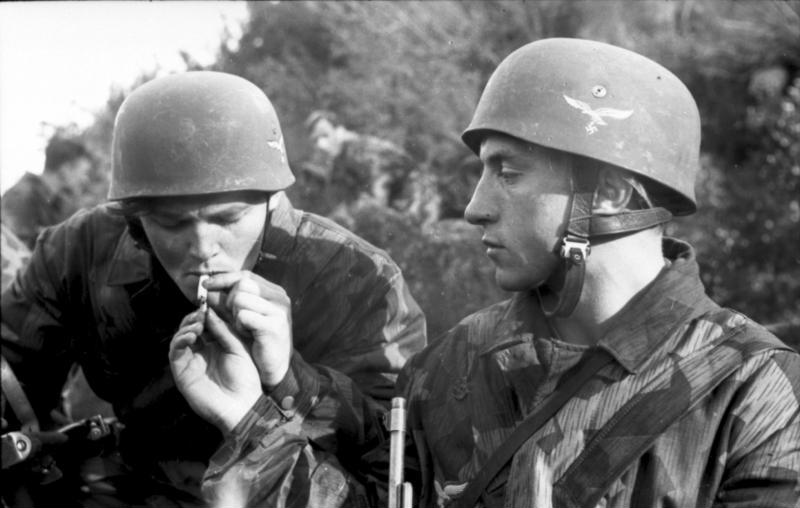
Fallschirmjägerhelm M38 na głowach niemieckich spadochroniarzy

Fallschirmjägerhelm M38 (M38 Heisler / M38) – niemiecki stalowy hełm spadochronowy przeznaczony dla jednostek powietrznodesantowych Fallschirmjäger z okresu II wojny światowej.

## Historia
Pierwotnie niemieckie wojska powietrznodesantowe używały standardowych w całym Wehrmachcie hełmów Stahlhelm M1935. Szybko okazało się jednak, że hełm ten nie nadawał się do skoków spadochronowych, gdyż powodował znaczny opór powietrza w czasie skoku. Zbyt luźno zapięty hełm mógł zostać zerwany z głowy skoczka, a zbyt ciasno zapięty mógł spowodować podduszenie. 
W związku z powyższym od 1936 roku w fabryce Eisenhüttenwerke trwały prace nad stworzeniem hełmu przeznaczonego specjalnie dla wojsk powietrznodesantowych. Ich efektem był hełm spadochronowy zaprojektowany przez inżyniera Karla Heislera, który pod oznaczeniem M38 został przyjęty na wyposażenie wojska.

## Opis hełmu
Fallschirmjägerhelm M38 wywodził się ze standardowego hełmu M1935. Był jednak mniejszy, bardziej opływowy i ze znacznie zredukowanym okapem. Przednia część okapu była tylko zaznaczona, a tylna skrócona do 1,8 cm (w wersjach eksperymentalnych – 2 cm). Brzegi dzwonu były podwinięte. Dzwon hełmu wykonywany był w szeregu operacji z jednego kawałka blachy stalowej o grubości 1,5 mm. Produkowano go w rozmiarach oznaczonych jako 66, 68 i 71.
Wyposażenie wewnętrzne wersji eksperymentalnych hełmu było identyczne jak w standardowym hełmie M1935. W wersji przyjętej na wyposażenie zastosowano nowy typ fasunku, lepiej chroniący przed ewentualnymi urazami. W tym celu ścianki dzwonu wyłożono dodatkowo amortyzującym wkładem z mikrogumy wyciętym w 7 „ramion” o grubości od 10 do 13 mm. Właściwy fasunek miał postać skórzanego czepka z wyciętymi dla wentylacji okrągłymi otworami. Zarówno wkład z mikrogumy, jak i skórzany czepek przymocowane były do aluminiowej obręczy o grubości 1 mm. Całe wyposażenie wewnętrzne przykręcano czterema śrubami do dzwonu hełmu.
W hełmie spadochronowym zastosowano także nowy typ podpinki. Standardowe dwupunktowe zawieszenie zastąpiono czteropunktowym w kształcie litery „Y”, co zapewniało lepsze trzymanie się hełmu na głowie. W modelu przyjętym na wyposażenie paski podpinki zostały poszerzone do 20 mm i wprowadzono zatrzaski mające zabezpieczać hełm przed przypadkowym odpięciem. 
Dzwon hełmu malowany był początkowo na kolor szaroniebieski. Nanoszono na niego metodą kalkomanii tarczkę w barwach narodowych na prawym boku oraz orła Luftwaffe na lewym. W późniejszym okresie wojny dzwon malowano na kolor szarozielony lub piaskowy. Stosowano także różne pokrowce i siatki maskujące. W warunkach zimowych dzwon hełmu malowano na biało. 

## Użycie
Fallschirmjägerhelm M38 został przyjęty na wyposażenie jednostek strzelców spadochronowych na mocy rozporządzenia z 16 czerwca 1938 roku (Luftwaffen-Verordnungsblatt 38 nr 239). W 1943 roku otrzymał je także 500/600 Batalion Strzelców Spadochronowych Waffen-SS. Jednostki spadochronowe armii niemieckiej używały go przez cały okres II wojny światowej.  
Zdobycznych hełmów spadochronowych Fallschirmjägerhelm M38 używali też bardzo chętnie (wbrew regulaminowi) polscy czołgiści z 2 Korpusu Polskich Sił Zbrojnych na Zachodzie. Powodem tego był ich mały rozmiar i to, że bardzo pewnie przylegały do głowy. Wydano jednak kategoryczny zakaz ich używania gdyż zdarzało się, że własna piechota brała opuszczających wozy czołgistów za Niemców i otwierała do nich ogień.